# Jan Perenc

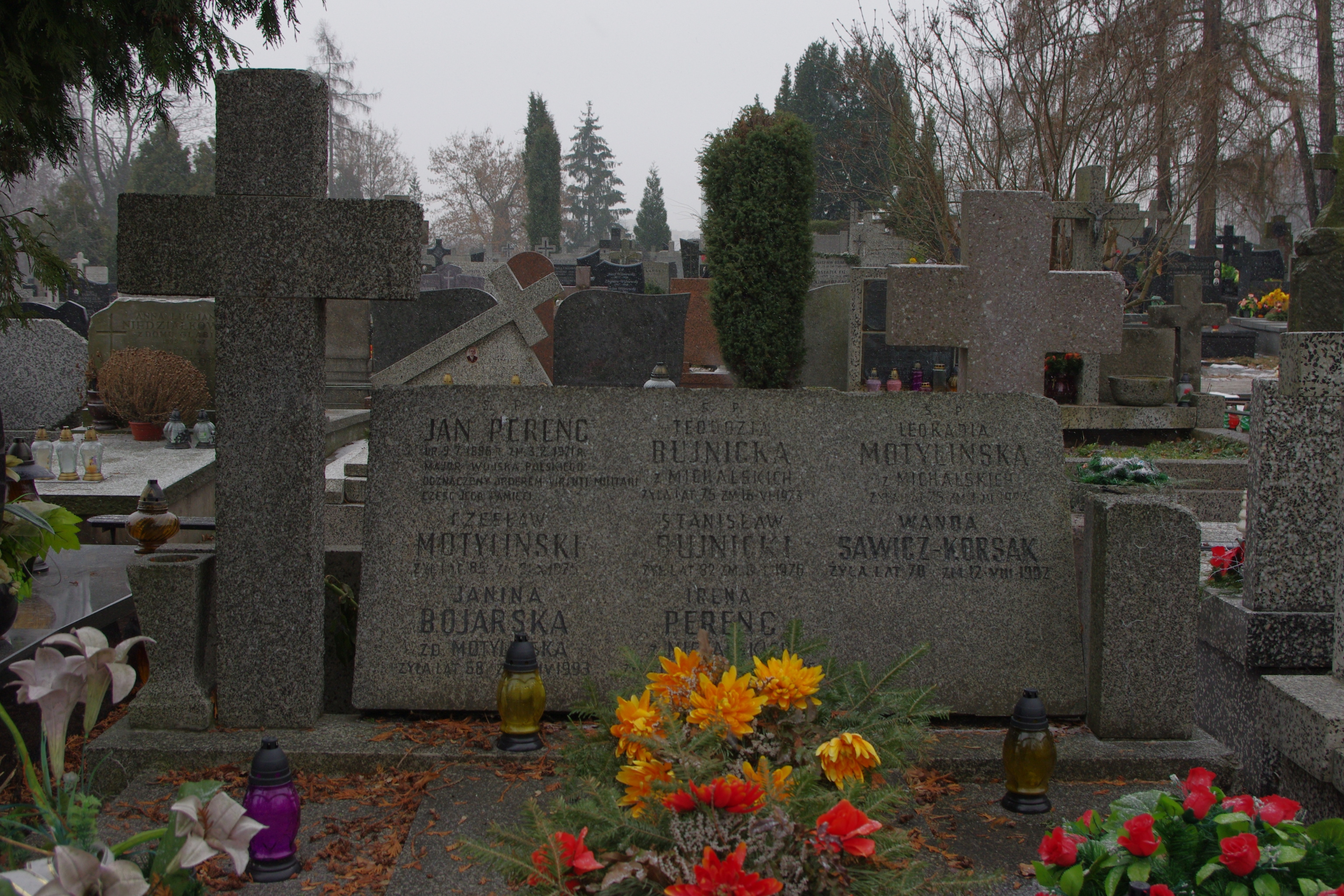
Grób Jana Perenca na cmentarzu Wawrzyszewskim w Warszawie

Jan Marcin Perenc, ps. „Profesor”, „Ożóg” (ur. 9 lipca 1896 w Rudołowicach, zm. 3 lutego 1971) – kapitan Wojska Polskiego, kawaler Orderu Virtuti Militari.

## Życiorys
Jan Marcin Perenc urodził się 9 lipca 1896 w Rudołowicach, w rodzinie Marcina. W czasie I wojny światowej był żołnierzem 9. pułku piechoty armii austro-węgierskiej. Od 1918 żołnierz Wojska Polskiego. Dowódca plutonu 9. pułku piechoty, później 14. pułku piechoty, uczestnik walk z Ukraińcami, wojny polsko-bolszewickiej, dowódca kompanii, adiutant 10. pułku piechoty (1920–1924), oficer sztabowy 26. Dywizji Piechoty (1925), ponownie dowódca kompanii 10. pułku piechoty (1925–1927). Od 1927 oficer ds. materiałowych kwatermistrzostwa 80. pułku piechoty. W latach 1930–1932 kwatermistrz Batalionu KOP „Budsław”, w latach 1932–1934 dowódca kompanii Batalionu KOP „Łużki”, Następnie do 1939 oficer oświatowy 60. pułku piechoty Wlkp. i referent ds. gospodarczych Samodzielnego Referatu „Niemcy” Oddziału II Sztabu Generalnego Wojska Polskiego.
Po wybuchu II wojny światowej, we wrześniu 1939, ewakuowany do Rumunii, w listopadzie tego roku powrócił do Warszawy. Był kierownikiem Referatu Służby Informacji, Ochrony i Wywiadu OOB, szefem wywiadu Obszaru IV Związku Walki Zbrojnej Kraków (od 1940). Od 1942 uczestnik Akcji „N”, będącej szeregiem działań dywersyjno-propagandowych prowadzonych wśród Niemców od kwietnia 1941 do kwietnia 1944 r. W ramach tej akcji uczestniczył w opracowaniu broszury Der grösste Lügner der Welt zawierające wybrane przez Perenca fragmenty Mein Kampf autorstwa Adolfa Hitlera oraz fragmenty przemówień dyktatora. Egzemplarz tej broszury został przesłany do Londynu za pośrednictwem Jana Nowaka-Jeziorańskiego i przekazany brytyjskiemu premierowi Winstonowi Churchillowi.
Po wojnie zamieszkał we Wrocławiu. 22 stycznia 1949 został aresztowany przez funkcjonariuszy Wojewódzkiego Urzędu Bezpieczeństwa Publicznego w Krakowie. Uwięziony w Krakowie, następnie w lipcu 1949 przewieziony do więzienia mokotowskiego w Warszawie. Zwolniony w 1953, po umorzeniu sprawy przez Sąd Najwyższy w Warszawie w dniu 21 kwietnia 1953.
Zmarł w 1971. Pochowany na cmentarzu Wawrzyszewskim w Warszawie.

## Ordery i odznaczenia
- Krzyż Srebrny Orderu Virtuti Militari
- Srebrny Krzyż Zasługi (22 maja 1939)[4]